# Lipovec (Banská Bystrica)
Lipovec é um município da Eslováquia, situado no distrito de Rimavská Sobota, na região de Banská Bystrica. Tem 4,09 km² de área e sua população em 2018 foi estimada em 99 habitantes.

## Demografia
| Ano:        | 1994 | 2004   | 2014    | 2024    |
| ----------- | ---- | ------ | ------- | ------- |
| Broj ljudi: | 83   | 76     | 102     | 90      |
| Razlika:    |      | -8,43% | +34,21% | -11,76% |

| Ano:               | 2023 | 2024   |
| ------------------ | ---- | ------ |
| Número de pessoas: | 86   | 90     |
| Diferença:         |      | +4,65% |